# Barrosasaurus
Barrosasaurus – rodzaj zauropoda z grupy tytanozaurów (Titanosauria) żyjącego w kredzie późnej na terenie współczesnej Ameryki Południowej. Został opisany w 2009 roku przez Leonardo Salgado i Rodolfo Corię w oparciu o trzy duże i dobrze zachowane, choć niekompletne kręgi grzbietowe pochodzące z datowanych na wczesny kampan osadów formacji Anacleto w argentyńskiej prowincji Neuquén. Innymi zauropodami odkrytymi na terenie formacji Anacleto są Laplatasaurus araukanicus, Pellegrinisaurus powelli i Neuquensaurus australis, w Auca Mahuevo odnaleziono również znakomicie zachowane zarodki tytanozaurów. Do pospolitych zwierząt na tym obszarze należały dinozaury gadziomiedniczne, krokodyle i żółwie. Skamieniałości Barrosasaurus casamiquelai były głęboko osadzone w czerwonawym piaskowcu pochodzenia rzecznego. Kości znajdowały się blisko siebie, co oznacza, iż prawdopodobnie należały do jednego osobnika.